# Issa Kobayashi
Issa Kobayashi (japonès: 小林 一茶, Kobayashi Issa; 15 de juny de 1763 – 5 de gener de 1828) va ser un escriptor japonès. Se'l considera un dels quatre grans poetes japonesos de haikus, juntament amb Matsuo Basho, Yosa Buson i Masaoka Shiki.
La vida d'Issa va estar marcada per l'adversitat i va fer que desenvolupés un caràcter rebel però, alhora, compassiu. En realitat, es pot dir que no va tenir mestres ni deixebles, cosa summament estranya en la tradició poètica japonesa. Potser per aquesta originalitat i també, pel fet d'unir estretament el seu art i la seva vida, introduint en la seva obra la tendresa i la ironia, va arribar a un grau molt alt d´originalitat poètica.

## Biografia
Yatarō Kobayashi, verdader nom d'Issa, va néixer l'any 1763 a Kashiwabara, a l'actual província de Shinano. Va perdre la mare quan tenia tres anys i va ser la seva àvia paterna qui va tenir cura d'ell. Cinc anys més tard, el seu pare es va tornar a casar i va tenir un nou fill. Als 14 anys, quan va morir l'àvia, Issa es va haver d'enfrontar amb l'hostilitat de la seva madrastra, i el seu pare va creure convenient allunyar-lo de casa i enviar-lo a Edo (actual Tòquio). Va viure molts anys en aquesta ciutat, tot i que va visitar Kashiwabara en algunes ocasions. Quan Issa començava a tenir èxit com a poeta, el seu pare va morir (1801) i, tot i que havia estat designat hereu principal, la seva madrastra i el seu germanastre el van mantenir allunyat de les seves propietats, durant anys, valent-se de subterfugis legals. Quan finalment va poder disposar de la seva part de l'herència paterna, va deixar Edo i va tornar al seu poble natal (1814). Es va casar amb Kiku, una dona molt més jove que ell, amb qui va tenir cinc fills.